# 게일릭 게임
게일릭 게임(Gaelic games, 아일랜드어: Cluichí Gaelacha)은 전 세계적으로 진행되는 일련의 스포츠이지만 특히 이 게임이 시작된 아일랜드섬에서 인기가 높다. 여기에는 게일릭 풋볼, 헐링, 게일릭 핸드볼 및 라운더스가 포함된다. 가장 인기 있는 스포츠인 축구와 헐링은 모두 게일체육협회(GAA)가 주관한다. 여자 버전의 헐링과 축구도 진행된다. 아일랜드 카모기 협회(Camogie Association of Ireland)가 주최하는 카모기(camogie)와 여자 게일릭 풋볼 협회(Ladies' Gaelic Football Association)가 주최하는 여자 게일릭 풋볼도 있다. 여자 버전은 GAA에 의해 조직되지 않지만(남자 핸드볼과 여자 핸드볼 대회가 모두 GAA 핸드볼 조직에 의해 조직되는 핸드볼 제외), 이것들은 GAA 핸드볼 조직과 밀접하게 연관되어 있지만 여전히 별도의 조직이다.
게일릭 게임 클럽은 전 세계에 존재한다. 이것들은 럭비 유니언과 축구에 앞서 아일랜드에서 가장 인기 있는 스포츠이다. 2017년에는 거의 100만 명(977,723명)이 45개의 GAA 시니어 챔피언십 경기에 참석했으며(2016년 수치에 비해 헐링에서 29%, 축구에서 22% 증가) 다른 챔피언십 및 리그 경기에 참석하여 €34,391,635의 입장료를 받았다.
게일릭 게임은 초등학교 교과 과정에서 "특별한 고려 사항"을 요구하는 것으로 지정되어 있다.